# Zeuxia antoniae
Zeuxia antoniae är en tvåvingeart som beskrevs av Tschorsnig 1984. Zeuxia antoniae ingår i släktet Zeuxia och familjen parasitflugor.
Artens utbredningsområde är Portugal. Inga underarter finns listade i Catalogue of Life.